# Ono (Wallis i Futuna)
Ono – największa miejscowość i centrum administracyjne okręgu Alo w Wallis i Futunie (zbiorowość zamorska Francji), położona na wyspie Futuna. Według spisu powszechnego z 2018 roku, liczyła 524 mieszkańców.